# Laurent Corvin
Pour les articles homonymes, voir Corvin.
Laurent Corvin de Nowy Targ (en polonais Wawrzyniec Korwin Nowotarski, en latin Laurentius Corvinus Novoforensis, en allemand Lorenz Rabe), né avant 1470 à Środa Śląska (alors Neumarkt), mort le 21 juillet 1527 à Wrocław est un humaniste européen, poète écrivant en latin, pédagogue, géographe, écrivain, fonctionnaire municipal, philosophe néoplatonicien, auteur de manuels.
« Il a d’abord rêvé à la Cité des Muses avant de passer à la Réforme ».

## Œuvres
- Cosmographia dans manuductionem in tabulas Claudii Ptolomei, édité par Heinrich Bebel (Bâle [Keßler], 1496)
- Carminum structura ([Leipzig]: Landsberg, [1496])
- De Apolline et novem Musis
- Epicedium in Alexandrum Polon. regem
- Latinum idioma (Leipzig: Kachelofen ou Lotter, vers 1498-1500)
- Carmen […] de Nympharum conquestione super hyemis rigiditate[m] (Leipzig: Thanner, 1500)
- Hortulus elegantiarum (Cracovie, 1502)
- Carmen elegiacum […] de Apolline et novem musis (Wrocław: Baumgart, 1503)
- Epicedium, in Serenissimum ac Gloriosissimum Principem Alexandrum, Poloniæ Regem (Cracovie: Haller, 1506)
- Dialogus carmine et soluta oratione conflatus de Mentis saluberrima persuasione ad honesta ingenuarum artium studia (Leipzig: Schumann, 1516)
- Epithalamium. Laurenti Corvini. In nuptiis sacræ regiæ Maiestatis. Poloniæ […] (Cracovie: Hieronymus Vietor, 1518)
- Cursus sancti Bonaventuræ de passione domini (Wrocław: Dyon, 1521)
- Compendiosa carminum structura
- Introduction à Ptolémée' Cosmographia dans manuductionem in tabulas Ptolemaei